# Tiliqua scincoides
Lo scinco dalla lingua blu o tiliqua lingua azzurra (Tiliqua scincoides White, 1790) è una specie appartenente alla famiglia degli scinchi.

## Descrizione

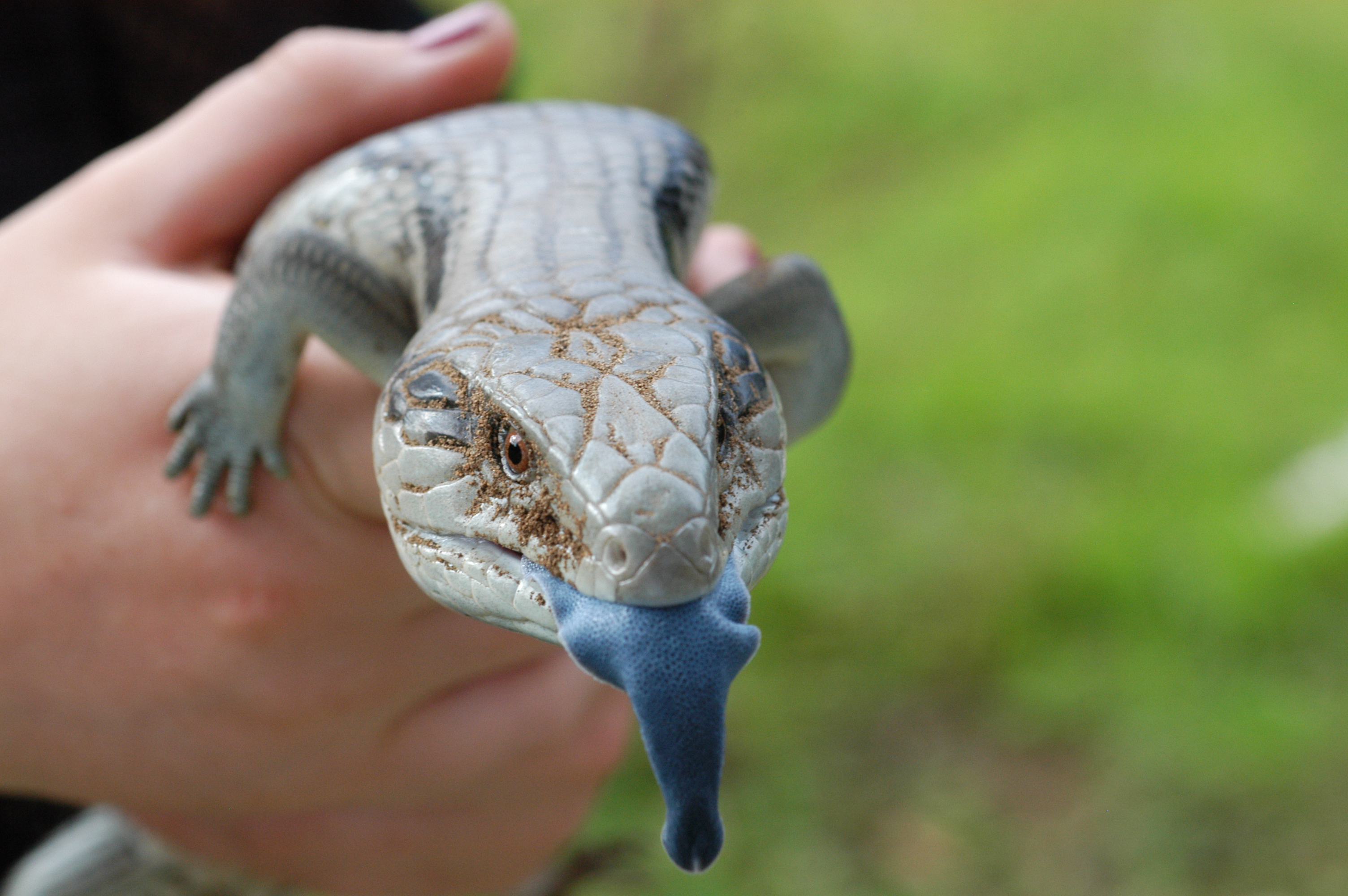
Tiliqua scincoides mentre mostra la sua lingua bluastra

Questa grande lucertola terrestre raggiunge una lunghezza di oltre 40 centimetri per un peso di 700 grammi. Possiede un corpo robusto e zampe corte, utili al suo stile di vita fossorio. La lingua è di un colore che va dal blu-viola al blu cobalto.

## Biologia
Lo scinco dalla lingua blu ha abitudini prettamente diurne ed è onnivoro. È ovoviviparo, le uova infatti si schiudono nel corpo della femmina, la quale dà alla luce da 5 a 25 esemplari per covata. Questa specie è nota per vivere oltre 30 anni. Animale estremamente adattabile, che spesso vive nelle aree urbane e suburbane, comprese le zone residenziali di Sydney, è considerato molto utile, poiché si nutre di alcuni parassiti da giardino come le lumache.
Quando si sente minacciato o in pericolo, può sibilare ed esibire la sua caratteristica lingua blu, al fine di scoraggiare i potenziali predatori. Ha mascelle estremamente forti per la sua taglia, e il suo morso può essere doloroso.

## Distribuzione e habitat
La specie è diffusa in Australia (Nuovo Galles del Sud, Territorio del Nord, Queensland, Australia Meridionale, Victoria, Australia Occidentale) e nell'arcipelago delle Molucche (Tanimbar e Babar).

## Tassonomia
Vi sono tre sottospecie:
- Tiliqua scincoides scincoides - Diffuso in Australia meridionale-orientale.
- Tiliqua scincoides intermedia - Diffuso in Australia settentrionale.
- Tiliqua scincoides chimaera - Diffuso nella provincia di Maluku, in Indonesia.